# Моррисон, Джордж Стивен
Джордж Стивен Моррисон (англ. George Stephen Morrison; 7 января 1919 — 17 ноября 2008) — контр-адмирал Военно-морских сил США и летчик морской авиации США. Был командующим военно-морскими силами США в Тонкинском заливе во время инцидента в Тонкинском заливе в августе 1964 года, который привёл к эскалации Американского участия в войне во Вьетнаме. Отец Джима Моррисона, солиста рок-группы The Doors.

## Биография
Родился в городе Ром, штат Джорджия, в семье Каролины (урожденной Гувер; 1891—1984) и Пола Реймунда Моррисона (1886—1971). Вырос в Лисберге, Флорида. В 1938 году поступил в Военно-морскую академию США, окончил её в 1941, получив звание лейтенанта. Был отправлен на Гавайи, где вошел в команду минного заградителя USS Pruitt.
7 декабря 1941 года Моррисон был свидетелем японского нападения на Перл-Харбор.

### Семья
В 1942 году женился на Кларе Вирджинии Кларк (1919—2005) на Гавайях. Их сын Джеймс Дуглас (позже стал всемирно известным музыкантом, лидером рок-группы The Doors) родился в конце 1943 года в Мелборне. В 1947 году, когда семья проживала в Альбукерке, у пары родилась дочь Энн Робин. Работает школьным учителем в Таузанд-Окс, Калифорния. В 1948 году, когда семья жила в Лос-Альтос, у четы Моррисонов родился еще один ребенок — сын Эндрю Ли. В данный момент проживает в Пахоа, Гаваи.

## Карьера

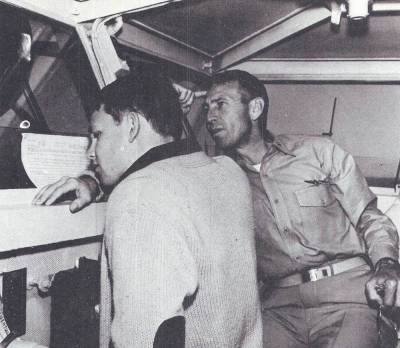
Капитан Моррисон и его сын Джим на мостике Бон Омм Ричард в январе 1964

В 1943 году начал летную подготовку на морском аэродроме Пенсакола, Флорида, и закончил весной 1944 года. Моррисон выполнял миссии на тихоокеанском театре военных действий Второй мировой войны. Служил инструктором по программе ядерного оружия после окончания войны. Во время Корейской войны служил в объединенном оперативном центре в Сеуле. Был награжден Бронзовой звездой с «V» для эмблемы доблести.
В 1963 году Моррисон взял командование авианосцев класса «Эссекс» USS Bon Homme Richard, флагманом 3-го флота авианосной ударной группы ВМС США в Тихом океане, и базировавшимся на военно-морской базе Аламеда, Калифорния. Моррисон командовал авианосной дивизией во время неоднозначного Инцидента в Тонкинском заливе в августе 1964 года, это фактически привело к началу Войны во Вьетнаме президентом Линдоном Джонсоном.
В 1967 году повышен в звании до контр-Адмирала.
В 1967 году в статье британской газеты The Telegraph были опубликованы сведения, что предположительно Моррисон яростно возражал против ответа США и выводов об инциденте с USS Liberty, которые оправдали позицию Израиля. После откровенной критики намерений Израиля Моррисон больше в звании не поднимался.
В 1968 году в Тихом океане командовал целевой группой 77. Корабль «Хэнкок» служил ему флагманом. В это же время участвовал в операции против коммунистических сил в Северном Вьетнаме: в декабре 1968 года оперативная группа была направлена в Корею для поддержки южнокорейских сил, сражавшихся с северокорейскими диверсантами во время конфликта в корейской демилитаризированной зоне. Несмотря на попытки советских эсминцев предотвратить полеты с помощью попыток пересечь путь «Хэнкока», успешно провел перехват коммунистических северокорейских сил. 
В 1972 году был назначен командующим военно-морскими силами. Отвечал за оказание помощи вьетнамским беженцам, направленным на Гуам после падения Сайгона весной 1975 года.
Контр-адмирал Моррисон был основным докладчиком на церемонии вывода из эксплуатации авианосца Bon Homme Richard, его первого корабля в качестве Адмирала, 2 июля 1971 года в Вашингтоне. Его сын, рок-музыкант Джим Моррисон, умер в Париже в возрасте 27 лет на следующий день.
Моррисон вышел в отставку в августе 1975 года в звании контр-адмирала.

## Награды и ордена
Контр-адмирал Моррисон был награждён следующими военными наградами и служебными медалями:
- медалью За выдающиеся заслуги ВМС,
- орденом Почетного легиона с Золотой Звездой,
- Бронзовой звездой с буквой «V» за доблесть (Корейская война),
- Воздушной медалью с двумя Золотыми Звездами и лентой «Благодарность президента» (Вторая Мировая война),
- медалью американской оборонной службы,
- медалью американской кампании,
- медалью Азиатско-Тихоокеанской кампании с тремя бронзовыми звездами,
- медалью Европейской африканско-ближневосточной кампании,
- медалью Победы во Второй мировой войне,
- лентой Национальной оборонной службы с бронзовой звездой,
- медалью корейской службы,
- Экспедиционной медалью Вооруженных Сил (Тайваньский пролив),
- медалью «Благодарность Корейского президента»,
- медалью «За службу Организации Объединённых Наций».

|                                                                               |                                                                                      |                                                         |
| Золотая звезда повторного награждения · Литера «V»                            |                                                                                      |                                                         |
| Золотая звезда повторного награждения · Золотая звезда повторного награждения |                                                                                      |                                                         |
|                                                                               | Бронзовая звезда за службу · Бронзовая звезда за службу · Бронзовая звезда за службу |                                                         |
|                                                                               | Бронзовая звезда за службу                                                           | Бронзовая звезда за службу · Бронзовая звезда за службу |
|                                                                               |                                                                                      |                                                         |

| Нашивка | Нашивка военно-морского летчика       | Нашивка военно-морского летчика       | Нашивка военно-морского летчика       | Нашивка военно-морского летчика                         | Нашивка военно-морского летчика                         | Нашивка военно-морского летчика                         | Нашивка военно-морского летчика                          | Нашивка военно-морского летчика                          | Нашивка военно-морского летчика                          | Нашивка военно-морского летчика | Нашивка военно-морского летчика | Нашивка военно-морского летчика | Нашивка военно-морского летчика | Нашивка военно-морского летчика |
| 1 ряд   | Военная медаль за выдающиеся заслуги  | Военная медаль за выдающиеся заслуги  | Военная медаль за выдающиеся заслуги  | Орден «Легион почёта» со звездой                        | Орден «Легион почёта» со звездой                        | Орден «Легион почёта» со звездой                        | Бронзовая звезда с эмблемой «V»                          | Бронзовая звезда с эмблемой «V»                          | Бронзовая звезда с эмблемой «V»                          |                                 |                                 |                                 |                                 |                                 |
| 2 ряд   | Воздушная медаль с двумя звездами     | Воздушная медаль с двумя звездами     | Воздушная медаль с двумя звездами     | Благодарность президента США                            | Благодарность президента США                            | Благодарность президента США                            | Медаль Американской Оборонной Службыl                    | Медаль Американской Оборонной Службыl                    | Медаль Американской Оборонной Службыl                    |                                 |                                 |                                 |                                 |                                 |
| 3 ряд   | Медаль Американской Кампании          | Медаль Американской Кампании          | Медаль Американской Кампании          | Медаль Азиатско-Тихоокеанской Кампании с тремя звездами | Медаль Азиатско-Тихоокеанской Кампании с тремя звездами | Медаль Азиатско-Тихоокеанской Кампании с тремя звездами | Медаль за Европейско-Африканско-Ближневосточную Кампанию | Медаль за Европейско-Африканско-Ближневосточную Кампанию | Медаль за Европейско-Африканско-Ближневосточную Кампанию |                                 |                                 |                                 |                                 |                                 |
| 4 ряд   | Медаль Победы во Второй мировой войне | Медаль Победы во Второй мировой войне | Медаль Победы во Второй мировой войне | Медаль за службу в Национальной Обороне с одной звездой | Медаль за службу в Национальной Обороне с одной звездой | Медаль за службу в Национальной Обороне с одной звездой | Медаль за службу в Корее                                 | Медаль за службу в Корее                                 | Медаль за службу в Корее                                 |                                 |                                 |                                 |                                 |                                 |
| 5 ряд   | Экспедиционная Медаль Вооруженных Сил | Экспедиционная Медаль Вооруженных Сил | Экспедиционная Медаль Вооруженных Сил | Благодарность президента Кореи                          | Благодарность президента Кореи                          | Благодарность президента Кореи                          | Медаль за службу Организации Объединенных Наций          | Медаль за службу Организации Объединенных Наций          | Медаль за службу Организации Объединенных Наций          |                                 |                                 |                                 |                                 |                                 |

## Последние годы жизни
Выйдя в отставку, Моррисон вместе с супругой жил в Коронадо и Чула Виста, штат Калифорния. Его жена, Клара Кларк Моррисон умерла 29 декабря 2005 года в возрасте 86 лет после продолжительной болезни. Контр-адмирал Моррисон умер в Коронадо 17 ноября 2008 года. Его частная поминальная служба состоялась 24 ноября на национальном кладбище Форт Розкранс в Сан-Диего. Его прах был развеян в море недалеко от места Пойнт-Лома, где до этого был развеян прах его жены.